# 7049 Meibom
A 7049 Meibom (ideiglenes jelöléssel 1981 UV21) a Naprendszer kisbolygóövében található aszteroida. Schelte J. Bus fedezte fel 1981. október 24-én.